# Мелані Уден
Ме́лані́ Уде́н (фр. Melanie Oudin, 23 вересня 1991) — американська тенісистка, переможниця Відкритого чемпіонату США з тенісу 2011 у міксті разом із Джеком Соком.
За походженням є американкою французького походження. Її улюбленою тенісисткою є Жустін Енен, яка продемонструвала, що можна досягти значних перемог, не маючи високого зросту. За стилем гри Мелані є гравцем задньої лінії, зоєрієнтованим більше на оборону. Улюблений удар для неї форхенд, бекхенд вона грає з підрізкою.
2009 року Мелані добралася до чвертьфіналу Відкритого чемпіонату США в одиночному розряді, здолавши при цьому Анастасію Павлюченкову, Олену Дементьєву, Марію Шарапову та Надію Петрову. За підсумками того року вона була проголошена найкращим новачком у WTA.
Уден завершила кар'єру 18 серпня 2017 року через проблеми зі здоров'ям.

## Важливі фінали

### Фінали турнірів Великого шолома

#### Мікст: 1 (1–0)
| Результат | Рік  | Championship                     | Покриття | Партнер  | Опоненти                   | Рахунок               |
| --------- | ---- | -------------------------------- | -------- | -------- | -------------------------- | --------------------- |
| Перемога  | 2011 | Відкритий чемпіонат США з тенісу | Тверде   | Джек Сок | Хісела Дулко Едуардо Шванк | 7–6(7–4), 4–6, [10–8] |

## Фінали турнірів WTA

### Одиночний розряд: 1 (1–0)
| Перемога — Легенда (до/після 2010)  |
| ----------------------------------- |
| Турніри Великого шолома (0–0)       |
| Premier Mandatory & Premier 5 (0–0) |
| Premier (0–0)                       |
| International (1–0)                 |

| Фінали за покриттям |
| ------------------- |
| Тверде (0–0)        |
| Трава (1–0)         |
| Ґрунт (0–0)         |
| Килим (0–0)         |

| Результат | Ранг | Дата           | Турнір                         | Покриття | Опонент       | Рахунок  |
| --------- | ---- | -------------- | ------------------------------ | -------- | ------------- | -------- |
| Перемога  | 1.   | 18 червня 2012 | Birmingham Classic, Birmingham | Трава    | Єлена Янкович | 6–4, 6–2 |

## Виступи у турнірах Великого шолома

### Одиночний розряд
| Турнір                                 | 2008 | 2009 | 2010 | 2011 | 2012 | 2013 | 2014 | П–П   |
| -------------------------------------- | ---- | ---- | ---- | ---- | ---- | ---- | ---- | ----- |
| Відкритий чемпіонат Австралії з тенісу |      | 1р   | 1р   | 1р   | К1р  | 1р   |      | 0–4   |
| Відкритий чемпіонат Франції з тенісу   |      |      | 1р   | 1р   | 2р   | 2р   | К2р  | 2–4   |
| Вімблдонський турнір                   |      | 2р   | 2р   | 1р   | 1р   | 1р   | К3р  | 4–5   |
| Відкритий чемпіонат США з тенісу       | 1р   | ЧФ   | 2р   | 1р   | 1р   |      | К3р  | 5–5   |
| Перемоги-Поразки                       | 0–1  | 7–3  | 2–4  | 0–4  | 1–3  | 1–3  | 0–0  | 11–18 |

### Парний розряд
| Турнір                                 | 2007 | 2008 | 2009 | 2010 | 2011 | 2012 | 2013 | 2014 | П–П  |
| -------------------------------------- | ---- | ---- | ---- | ---- | ---- | ---- | ---- | ---- | ---- |
| Відкритий чемпіонат Австралії з тенісу |      |      |      | 1р   | 1р   |      |      |      | 0–2  |
| Відкритий чемпіонат Франції з тенісу   |      |      |      | 2р   | 1р   |      | 1р   |      | 1–3  |
| Вімблдонський турнір                   |      |      |      | 1р   | 1р   |      | 1р   |      | 0–3  |
| Відкритий чемпіонат США з тенісу       | 1р   | 1р   | 1р   | 2р   | 1р   | 1р   | 2р   | 1р   | 2–8  |
| Перемоги-Поразки                       | 0–1  | 0–1  | 0–1  | 2–4  | 0–4  | 0–1  | 1–3  | 0–1  | 3–16 |